# Unni Wilhelmsen
Unni Elisabeth Wilhelmsen (Oslo, 12 luglio 1971) è una cantante norvegese.

## Biografia
Unni Wilhelmsen è salita alla ribalta all'inizio del 1996, quando il suo singolo di debutto Won't Go Near You Again ha scalato la classifica norvegese fino a raggiungere la 6ª posizione. Ha anticipato l'album To Whom It May Concern, che ha raggiunto il 15º posto in classifica, vendendo oltre 60 000 copie a livello nazionale. Il disco ha fruttato alla cantante due premi Spellemann, il principale riconoscimento musicale norvegese, per l'album dell'anno e per la miglior artista femminile.
Da allora la cantante ha piazzato tutti e sei i suoi successivi album in studio nella top forty norvegese, raggiungendo la top ten in due occasioni: con Definitely Me, che nel 1997 si è piazzato al 5º posto, e nel 2003 con Hurricane's Eye, che le ha regalato il suo piazzamento migliore raggiungendo la 2ª posizione.

## Discografia

### Album
- 1996 – To Whom It May Concern
- 1997 – Definitely Me
- 2000 – Back in the Blonde
- 2001 – Disconnected
- 2003 – Hurricane's Eye
- 2006 – Til meg
- 2018 – 7

### Album live
- 2013 – Live

### Singoli
- 1996 – Won't Go Near You Again
- 1996 – This Means You to Me, Now
- 1997 – Anything 'Bout June
- 1997 – Maybe
- 1998 – Won't Go Near You Again
- 2000 – St. Cecilia
- 2000 – Long Black Dress
- 2001 – Little Mouse Me
- 2001 – Homewrecker
- 2001 – Disconnected
- 2003 – Everyone's Honesty
- 2003 – Vær stille (con Felix Johansen)
- 2004 – Humbly for Her
- 2006 – Til meg
- 2010 – Delirium Park

#### Come artista ospite
- 2005 – Dead End Street (Varano feat. Unni Wilhelmsen)